# Touho
Touho (cèmuhî Tuo Cèmuhî) és un municipi francès, situat a la col·lectivitat d'ultramar de Nova Caledònia. El 2009 tenia 2.247 habitants. Es troba a 333 kilòmetres de Nouméa, i el punt més alt és el Tonine (1.076 m).

## Evolució demogràfica
| Població de Touho (1956-2009) | Població de Touho (1956-2009) | Població de Touho (1956-2009) | Població de Touho (1956-2009) | Població de Touho (1956-2009) | Població de Touho (1956-2009) | Població de Touho (1956-2009) | Població de Touho (1956-2009) | Població de Touho (1956-2009) | Població de Touho (1956-2009) |
| ----------------------------- | ----------------------------- | ----------------------------- | ----------------------------- | ----------------------------- | ----------------------------- | ----------------------------- | ----------------------------- | ----------------------------- | ----------------------------- |
| Població                      | 1.332                         | 1.373                         | 1.474                         | 1.667                         | 1.901                         | 1.963                         | 2.234                         | 2.274                         | 2.247                         |
| Any                           | 1956                          | 1963                          | 1969                          | 1976                          | 1983                          | 1989                          | 1996                          | 2004                          | 2009                          |

## Composició ètnica
- Europeus 12,8%
- Canacs 83,6%
- Polinèsics 0,5%
- Altres, 3,055%
- Neozelandès, 0,045%

## Administració
| Període   | Identitat        | Partit               |
| --------- | ---------------- | -------------------- |
| 1983-1989 | Raymond Pabouty  | FI, després FLNKS-UC |
| 1989-2003 | Daniel Poigoune  | FLNKS-UNI-Palika     |
| 2003-     | Alphonse Poinine | FLNKS-UNI-Palika     |